# Pouant
Pouant est une commune du Centre-Ouest de la France, située dans le département de la Vienne en région Nouvelle-Aquitaine.

## Géographie

### Climat
Pour des articles plus généraux, voir Climat de la Nouvelle-Aquitaine et Climat de la Vienne.
Historiquement, la commune est exposée à un climat océanique du nord-ouest.  
En 2020, Météo-France publie une typologie des climats de la France métropolitaine dans laquelle la commune est exposée à un climat océanique altéré et est dans la région climatique  Moyenne vallée de la Loire, caractérisée par une bonne insolation (1 850 h/an) et un été peu pluvieux.
Pour la période 1971-2000, la température annuelle moyenne est de 11,7 °C, avec une amplitude thermique annuelle de 14,8 °C. Le cumul annuel moyen de précipitations est de 663 mm, avec 10,8 jours de précipitations en janvier et 6,5 jours en juillet. Pour la période 1991-2020, la température moyenne annuelle observée sur la station météorologique la plus proche, située sur la commune de Courcoué à 10 km à vol d'oiseau, est de 12,5 °C et le cumul annuel moyen de précipitations est de 688,4 mm,. Pour l'avenir, les paramètres climatiques de la commune estimés pour 2050 selon différents scénarios d’émission de gaz à effet de serre sont consultables sur un site dédié publié par Météo-France en novembre 2022.

### Communes limitrophes
|                 | Assay (Indre-et-Loire) | Champigny-sur-Veude (Indre-et-Loire) |
| Ceaux-en-Loudun | Pouant                 | Richelieu (Indre-et-Loire)           |
| Maulay          | Nueil-sous-Faye        | Braye-sous-Faye (Indre-et-Loire)     |

### Transport et sécurité
Pouant est traversé par les routes départementales D23, D61 et D65 du réseau routier de la Vienne.
La route départementale D65 est très dangereuse.
En particulier en avril 2021, des membres de l'équipe de tournage du troisième volet de la saga "qu'est-ce qu'on a fait au bon dieu ?"sont tués lors d'un accident entre deux voitures lors d'un manœuvre de dépassement sur un croisement régulé par un cédez-le-passage causant cinq victimes dont trois tuées. Ce croisement est localement connu pour être un lieu d'accident. La gendarmerie a ouvert une enquête.

## Urbanisme

### Typologie
Au 1er janvier 2024, Pouant est catégorisée commune rurale à habitat très dispersé, selon la nouvelle grille communale de densité à sept niveaux définie par l'Insee en 2022.
Elle est située hors unité urbaine et hors attraction des villes,.

### Occupation des sols
L'occupation des sols de la commune, telle qu'elle ressort de la base de données européenne d’occupation biophysique des sols Corine Land Cover (CLC), est marquée par l'importance des territoires agricoles (90,1 % en 2018), une proportion sensiblement équivalente à celle de 1990 (90,2 %). La répartition détaillée en 2018 est la suivante : 
terres arables (85,5 %), forêts (7,3 %), zones agricoles hétérogènes (3,7 %), zones urbanisées (2,6 %), prairies (0,9 %). L'évolution de l’occupation des sols de la commune et de ses infrastructures peut être observée sur les différentes représentations cartographiques du territoire : la carte de Cassini (XVIIIe siècle), la carte d'état-major (1820-1866) et les cartes ou photos aériennes de l'IGN pour la période actuelle (1950 à aujourd'hui).

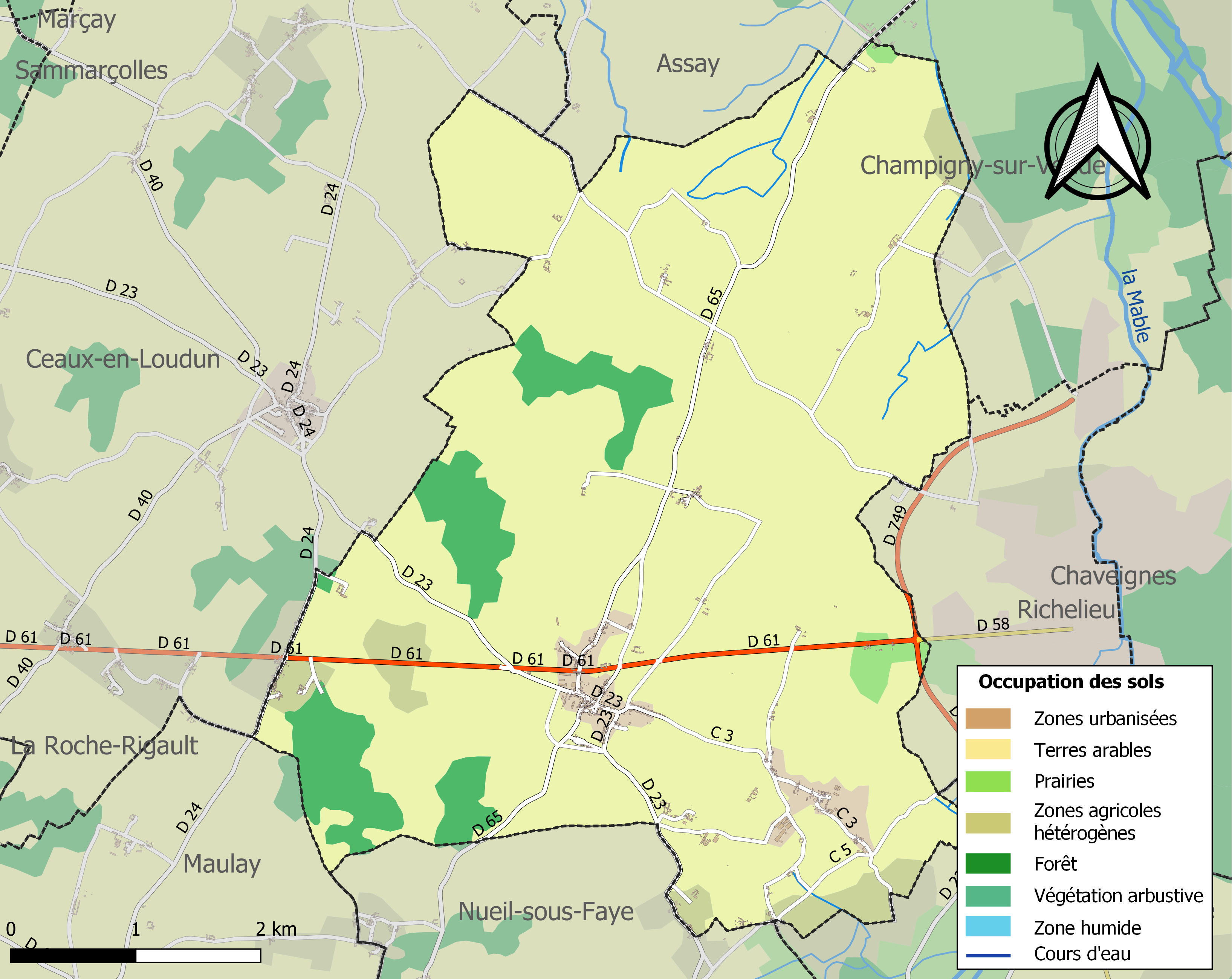
Carte des infrastructures et de l'occupation des sols de la commune en 2018 (CLC).

### Risques majeurs
Le territoire de la commune de Pouant est vulnérable à différents aléas naturels : météorologiques (tempête, orage, neige, grand froid, canicule ou sécheresse), mouvements de terrains et séisme (sismicité modérée). Il est également exposé à un risque technologique,  le transport de matières dangereuses. Un site publié par le BRGM permet d'évaluer simplement et rapidement les risques d'un bien localisé soit par son adresse soit par le numéro de sa parcelle.

#### Risques naturels

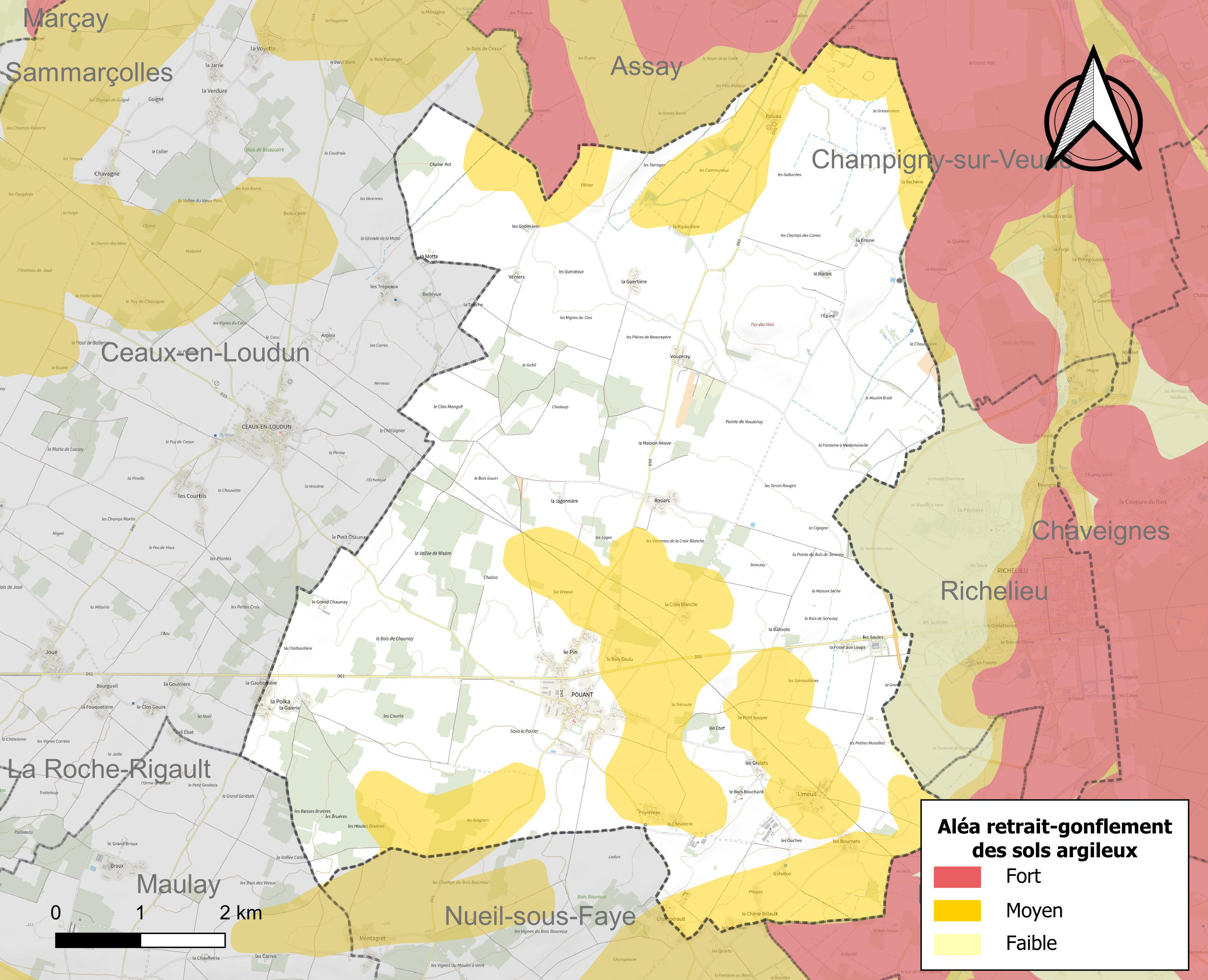
Carte des zones d'aléa retrait-gonflement des sols argileux de Pouant.

Les mouvements de terrains susceptibles de se produire sur la commune sont des affaissements et effondrements liés aux cavités souterraines (hors mines) et des tassements différentiels. Afin de mieux appréhender le risque d’affaissement de terrain, un inventaire national permet de localiser les éventuelles cavités souterraines sur la commune. Le retrait-gonflement des sols argileux est susceptible d'engendrer des dommages importants aux bâtiments en cas d’alternance de périodes de sécheresse et de pluie. 26,2 % de la superficie communale est en aléa moyen ou fort (79,5 % au niveau départemental et 48,5 % au niveau national). Depuis le 1er octobre 2020, en application de la loi ÉLAN, différentes contraintes s'imposent aux vendeurs, maîtres d'ouvrages ou constructeurs de biens situés dans une zone classée en aléa moyen ou fort,.
La commune a été reconnue en état de catastrophe naturelle au titre des dommages causés par les inondations et coulées de boue survenues en 1982, 1999, 2010 et 2013 et par des mouvements de terrain en 1999, 2009 et 2010.

## Toponymie
Le nom de la localité est attesté sous les formes Potentum au IXe siècle, Villa Potenta au Xe siècle.
Le nom du village proviendrait du latin potentum qui signifie puissant. 

## Politique et administration

### Liste des maires
| Période   | Période | Identité       | Étiquette    | Qualité |
| --------- | ------- | -------------- | ------------ | ------- |
| 1971      | 1991    | Jean Catin     | centre droit | Maire   |
| mars 2008 |         | Jacques Proust |              |         |

### Instances judiciaires et administratives
La commune relève du tribunal d'instance de Poitiers, du tribunal de grande instance de Poitiers, de la cour d'appel  de Poitiers, du tribunal pour enfants de Poitiers, du conseil de prud'hommes de Poitiers, du tribunal de commerce de Poitiers, du tribunal administratif de Poitiers et de la cour administrative d'appel  de  Bordeaux,  du tribunal des pensions de Poitiers, du tribunal des affaires de la Sécurité sociale de la Vienne, de la cour d’assises de la Vienne.

## Démographie
L'évolution du nombre d'habitants est connue à travers les recensements de la population effectués dans la commune depuis 1793. Pour les communes de moins de 10 000 habitants, une enquête de recensement portant sur toute la population est réalisée tous les cinq ans, les populations de référence des années intermédiaires étant quant à elles estimées par interpolation ou extrapolation. Pour la commune, le premier recensement exhaustif entrant dans le cadre du nouveau dispositif a été réalisé en 2005.

En 2022, la commune comptait 412 habitants, en évolution de −0,48 % par rapport à 2016 (Vienne : +0,6 %, France hors Mayotte : +2,11 %).
| 1793 | 1800 | 1806 | 1821 | 1831 | 1836 | 1841 | 1846 | 1851 |
| ---- | ---- | ---- | ---- | ---- | ---- | ---- | ---- | ---- |
| 439  | 503  | 538  | 581  | 529  | 521  | 534  | 561  | 591  |

| 1856 | 1861 | 1866 | 1872 | 1876 | 1881 | 1886 | 1891 | 1896 |
| ---- | ---- | ---- | ---- | ---- | ---- | ---- | ---- | ---- |
| 582  | 604  | 567  | 534  | 516  | 533  | 551  | 580  | 580  |

| 1901 | 1906 | 1911 | 1921 | 1926 | 1931 | 1936 | 1946 | 1954 |
| ---- | ---- | ---- | ---- | ---- | ---- | ---- | ---- | ---- |
| 628  | 620  | 605  | 594  | 583  | 580  | 559  | 567  | 571  |

| 1962 | 1968 | 1975 | 1982 | 1990 | 1999 | 2005 | 2006 | 2010 |
| ---- | ---- | ---- | ---- | ---- | ---- | ---- | ---- | ---- |
| 563  | 534  | 512  | 517  | 510  | 515  | 444  | 434  | 403  |

| 2015 | 2020 | 2022 | - | - | - | - | - | - |
| ---- | ---- | ---- | - | - | - | - | - | - |
| 414  | 418  | 412  | - | - | - | - | - | - |

En 2008, la densité de population de la commune était de 16 hab./km2, 61 hab./km2 pour le département, 68 hab./km2 pour la région Poitou-Charentes et 115 hab./km2 en France.

## Économie
Selon la direction régionale de l'Alimentation, de l'Agriculture et de la Forêt de Poitou-Charentes, il n'y a plus que 27 exploitations agricoles en 2010 contre 36 en 2000.
Les surfaces agricoles utilisées ont légèrement diminué et sont passées de 2 355 hectares en 2000 à 2 341 hectares en 2010. Ces chiffres indiquent une concentration des terres sur un nombre plus faible d’exploitations. Cette tendance est conforme à l’évolution  constatée sur tout le département de la Vienne puisque de 2000 à 2007, chaque exploitation a gagné en moyenne 20 hectares.
Plus de la moitié soit 59 % des surfaces agricoles sont destinées à la culture des céréales (blé tendre essentiellement mais aussi orges et maïs), 27 % pour les oléagineux (colza et tournesol), 5 % pour le fourrage et moins de 1 % reste en herbes. En 2000, deux hectares (zéro en 2010) étaient consacrés à la vigne.
Trois exploitations en 2010 (contre quatre en 2000) abritent un élevage de bovins (125 têtes en 2010 contre 153 têtesen 2000). Trois exploitations en 2010 comme en 2000) abritent un élevage d'ovins (1 004 têtes en 2010 contre 815 têtes en 2000). L'élevage de volailles très important en 2000 (16 440 têtes réparties sur douze fermes) a disparu au cours de cette décennie.

## Culture locale et patrimoine

### Lieux et monuments

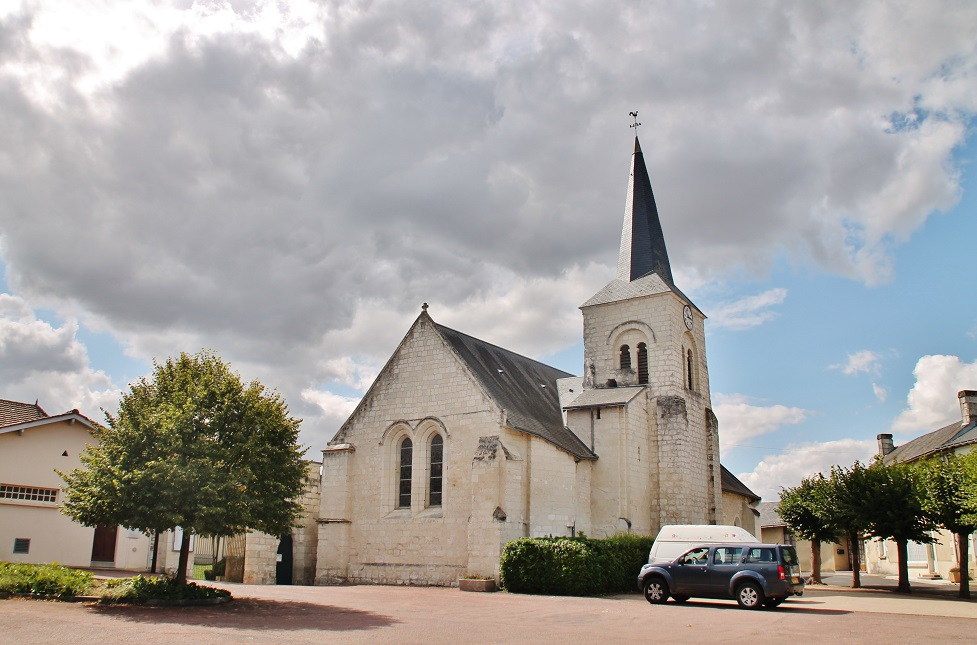
L'église Saint-Hilaire de Pouant.

- Église Saint-Hilaire du XIIe siècle. Elle a été remaniée au XIXe et au XXe siècle. L'église est construite en tuffeau. De l'église romane, ne subsiste de nos jours, que le portail nord, le clocher percé de baies géminées sous arcades et les ouvertures du chevet. Tout le reste du bâtiment a été lourdement restauré en 1894. Les travaux consistèrent en une reprise de la charpente de la nef, en la réalisation d'une voûte en brique en remplacement des lambris, en l'érection de colonnes contreforts à l'intérieur et en la mise en place d'un enduit sur les murs extérieurs. En 1902-1903, la maçonnerie des piliers et le pignon extérieur sont refaits. L'année 1919 voit une nouvelle restauration qui consiste en la construction d'une nouvelle sacristie. L'horloge est installée en 1921. Des contreforts sont construits en 1930. L'autel date de 1910. Les stalles et les panneaux de bois appliqués sur les trois murs du chœur sont du début du XXe siècle. Le vitrail est du maître verrier Lux Fournier et date de 1919.
- Motte Bacher. La motte est située à quelques kilomètres au nord de Ceaux-en-Loudun, au milieu d'une plaine agricole. Elle est située sur la frontière historique entre territoires tourangeau et poitevin et fait face à proximité à une autre motte au lieu-dit Chaunay. Le tertre complètement artificielle, entourée d'un fossé, mesure à sa base 30 m de diamètre et a une hauteur de 6 à 7 m. À son sommet subsiste les bases d'un bâtiment quadrangulaire de 12 m de long sur 7,2 m de large, qui semble correspondre aux soubassement d'un donjon roman et dont les murs sur chacune des longueurs présentent un contrefort. Un mur de refend transversal, dont une seule partie est encore observable et d'où part un souterrain, subdivise deux parties. Au sud de la motte, un monticule qui a révélé des fondations pourrait correspondre à l'ancienne basse-cour[30].

Les origines de la fortification sont encore difficiles à cerner. Le donjon est roman et les objets trouvés (une paire de ciseaux, un éperon, une lame, un jeton de tric-trac, un chandelier en bronze, ainsi que de nombreux tessons de poteries) lors de découvertes fortuites datent des XIIe et XIVe siècles.
Pouant apparaît dès le IXe siècle sous le nom de Potentum, nom qui évoque déjà l'existence d'une fortification. Toutefois les mentions les plus anciennes du site emmotté n'apparaissent pas avant le XVe siècle : La Roche Bascher en 1449, La Mothe Bacher en 1460, La Mote Baschier en 1471, La Mothe en 1526 et La Roche Motte de Baché en 1677. L'appellation de la Roche Bascher dès le milieu du XVe siècle confirme la présence du souterrain sous la motte à cette époque ; le vocable roche, roca est fréquemment utilisé dans les textes historiques pour signifier la présence de cavité souterraine.